# 銳緣樸麗魚
銳緣樸麗魚，為輻鰭魚綱鱸形目隆頭魚亞目慈鯛科的一個種，分布於非洲維多利亞湖流域，體長可達12.8公分，棲息在水淺有遮蔽物的水域，屬雜食性，以矽藻、昆蟲等為食。